# Paramyxoviridae
{{Taxobox-lat
| name = Paramiksovirus
| virus_group = v
| ordo = 
| familia = 
| subdivision_ranks = Rodovi
| subdivision =
Potfamilija -{Paramyxovirinae

   Avulavirus

   Ferlavirus

   Henipavirus

   Morbillivirus

   Respirovirus

   Rubulavirus

   TPMV-like viruses}-

Potfamilija 

   

   

}}
Virioni paramiksovirusa, veličine 150-300 nm, sastoje se iz dugog spiralnog nukleokapsida i pleomorfnog lipidnog omotača. Na omotaču se nalaze 2 vrste glikoproteinskih izdanaka: duži (mogu imati funkciju N i H) i kraći (F-fuzioni protein) koga imaju svi virusi ove familije.
Genom se sastoji od jednolančane (-)RNK, veličine 16-20 kilobaza. Uz genom se nalazi RNK transkriptaza. Komplentna replikacija se odigrava u citoplazmi, dok se sklapanje odvija na nivou ćelijske membrane. 
Familija Paramyxoviridae se deli u dve potfamilije: 
1. (rod  i rod )
2. (rod )

## Literatura
- Samal, SK (editor) (2011). The Biology of Paramyxoviruses. Caister Academic Press. ISBN 978-1-904455-85-1.

## Spoljašnje veze
- (1998)
- (2001)